# Jean Melein
Jean Mathieu Melein (Wegnez, 30 maart 1876 - Andrimont, 20 februari 1947) was een Belgisch senator en burgemeester.

## Levensloop
Melein werd beroepshalve wever in een fabriek in Ensival. Hij was er actief als vakbondssecretaris en werd in 1896 na een staking ontslagen. Hij trad vervolgens als leerling-draaier in dienst bij de mechanische fabriek Houget. 
Jean Melein vervolgde zijn syndicale engagement en organiseerde in 1906 mee de opvang van kinderen van textielarbeiders die getroffen waren door de grote lock-out in de streek van Verviers. Daarenboven was hij bestuurder van de socialistische mutualiteit van Ensival en vanaf 1907 schatbewaarder van de daaraan verbonden coöperatieve Germinal. Tijdens de Eerste Wereldoorlog werkte Melein in het Verenigd Koninkrijk, als arbeider in de obusfabrieken van Richmond en Leckworth. Hij was er bestuurder van de metaalarbeidersvakbond die 90 procent van het personeel vertegenwoordigde.
Na zijn terugkeer naar België vestigde Jean Melein zich in Andrimont, waar hij in april 1921 werd verkozen tot gemeenteraadslid en in mei 1922 de eed aflegde als burgemeester. In die hoedanigheid verbeterde hij de levenskwaliteit in zijn gemeente door een distributienetwerk voor water, gas en elektriciteit en riolering aan te leggen. Ook werden verschillende straten geasfalteerd en werden in diverse wijken verfraaiingswerken uitgevoerd. Tijdens de Tweede Wereldoorlog was Melein voorzitter van de vereniging van steden en gemeenten in Groot-Verviers, opgericht door verschillende gemeentelijke administraties om de problemen te bekampen die de oorlog had gegenereerd. Omdat hij weigerde de speelbal van de Duitse bezetter te zijn, trad hij tijdens de oorlog af als burgemeester. Na de Bevrijding werd Melein in september 1944 hersteld in zijn functies als burgemeester, tot hij in februari 1945 om gezondheidsredenen aftrad. 
In 1921 werd hij verkozen tot gemeenteraadslid van Andrimont en het jaar daarop werd hij burgemeester.
In 1936 werd hij voor de socialisten verkozen tot provinciaal senator voor de provincie Luik en vervulde dit mandaat tot in 1939. In de Senaat legde hij weinig bijzondere activiteit aan de dag.